# Xã Liberty, Quận Wabash, Indiana
Xã Liberty (tiếng Anh: Liberty Township) là một xã thuộc quận Wabash, tiểu bang Indiana, Hoa Kỳ. Năm 2010, dân số của xã này là 2.365 người.